# Vallée Étroite
La vallée Étroite (en italien : Valle Stretta) est une vallée franco-italienne, située pour sa partie supérieure dans la commune de Névache dans le département français des Hautes-Alpes, et pour sa partie inférieure dans la commune de Bardonnèche dans la ville métropolitaine de Turin (Italie). La vallée est reliée au village de Névache (vallée de la Clarée, France) par le col de l'Échelle (1 762 m d'altitude).

## Géographie

### Situation
La partie française de la vallée Étroite ne comporte qu'un hameau habité, Les Granges (1 765 m d'altitude), où se trouvent deux refuges : le refuge des Rois mages (I Re Magi) et le refuge Terzo Alpini. Elle est très fréquentée en été par les randonneurs et les promeneurs, surtout italiens.
En haut de la vallée, le col de la Vallée-Étroite, à 2 434 m d'altitude, marque la limite entre les départements français des Hautes-Alpes et de la Savoie (vallée de la Maurienne), à proximité du refuge du Mont Thabor.

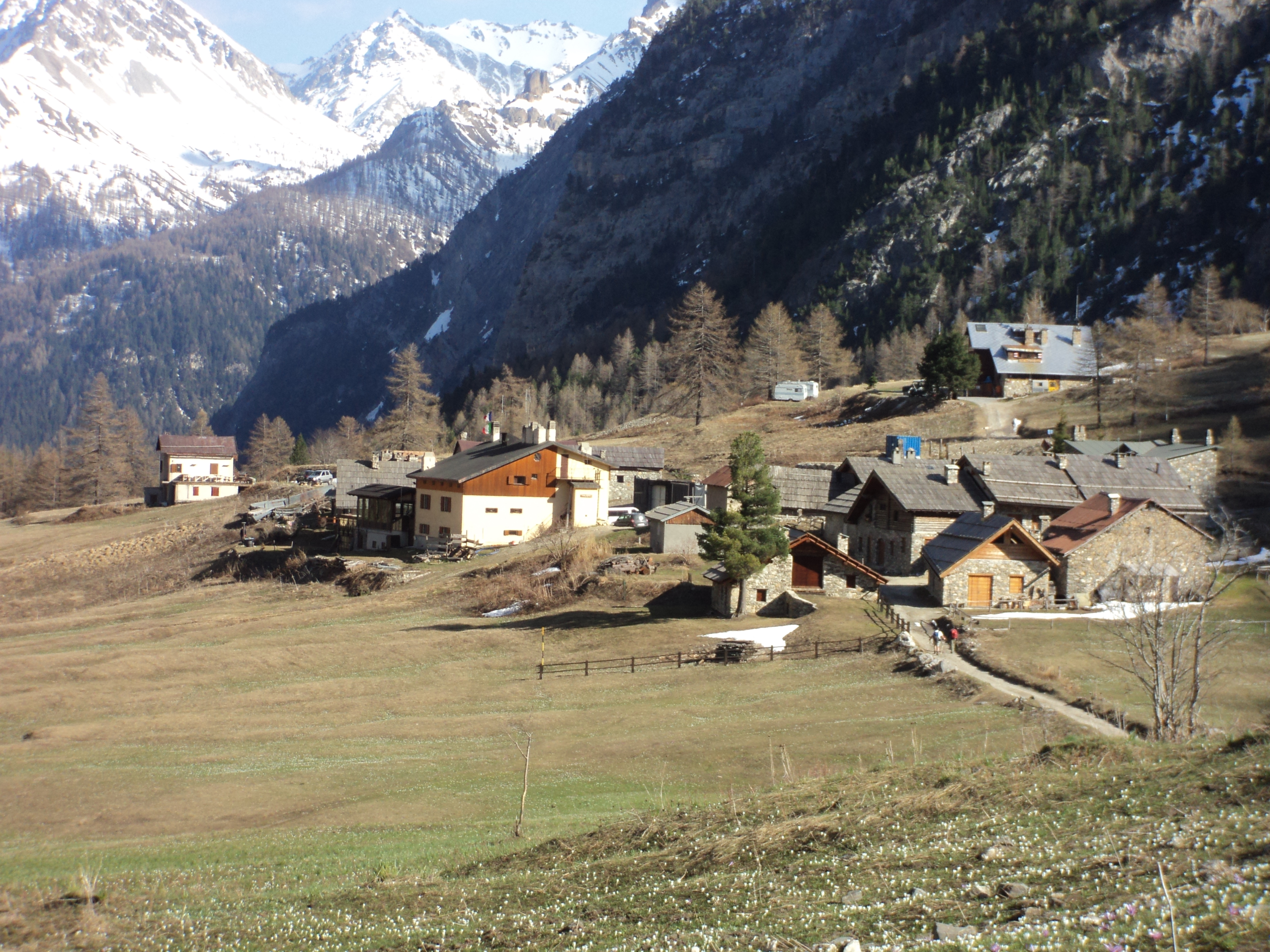
Le hameau des Granges.

### Hydrographie
La vallée est parcourue par le ruisseau de la Vallée Étroite et son affluent de rive droite, le Rio Guiau, celui-ci entièrement en territoire italien. Le ruisseau de la Vallée Étroite rejoint la Doire de Bardonnèche (rive droite) en aval de cette ville.

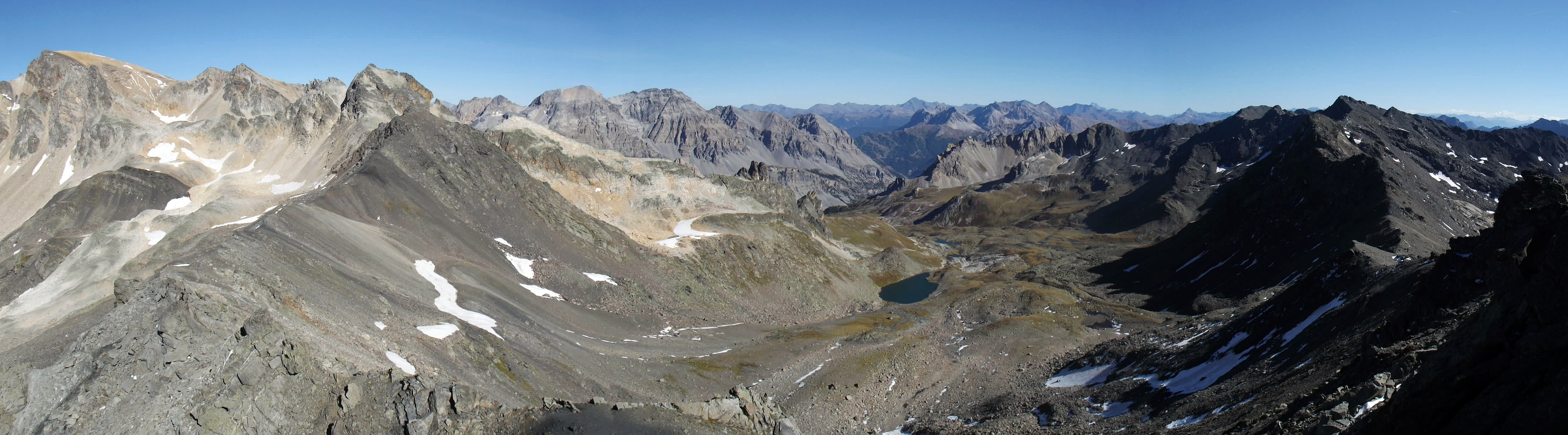
Vue panoramique sur la vallée étroite, depuis la roche du Chardonnet.

### Accès

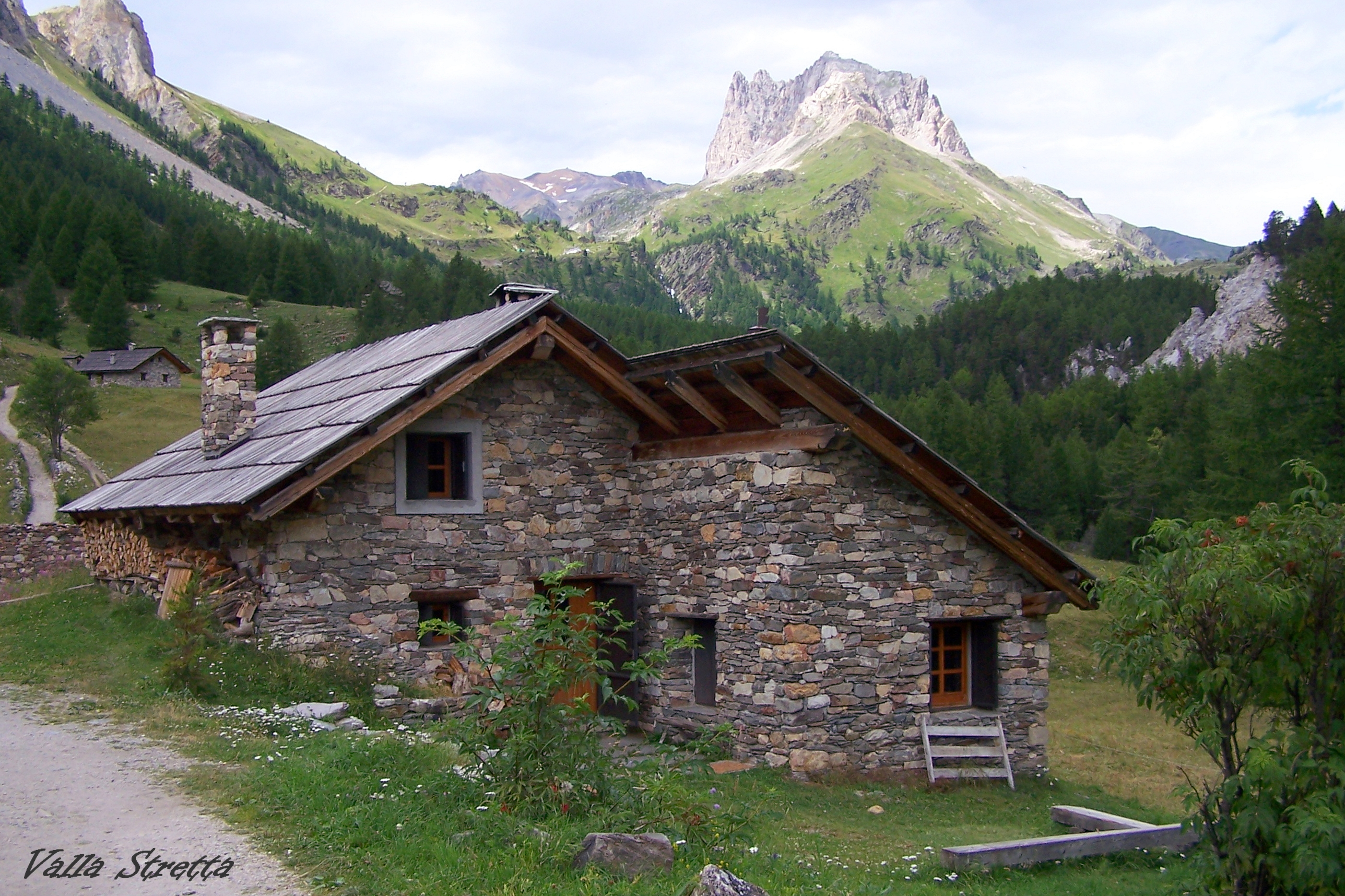
Un bâtiment dans la vallée et la vue vers le Mont Thabor en arrière-plan.

Depuis l'Italie, l'accès routier à la vallée Étroite se fait par le val de Suse, Bardonnèche et Melezet.
L'accès routier depuis la France se fait par Briançon, la vallée de la Clarée (Hautes-Alpes) et le col de l'Échelle (1 762 m). Il n'est possible qu'en été, la route étant fermée l'hiver.

## Histoire
La vallée a longtemps été italienne en application de la ligne de partage des eaux comme frontière entre les deux pays. En 1947, par le traité de Paris, la partie amont est devenue française et a été rattachée à la commune de Névache. Avant ce traité, la frontière suivait la ligne de partage des eaux jusqu'à la roche du Chardonnet ; toute la vallée était donc italienne, reliée au village de Melezet, qui fait maintenant partie de la municipalité de Bardonnèche. En effet, seule la partie la plus haute de la vallée est française, la partie en aval est restée en territoire italien.
Le refuge Terzo Alpini, passé au Club alpin français (CAF) de Briançon en 1947, a ensuite été rendu au Club alpin italien (CAI) de Turin, en 1970, par un acte symbolique et est devenu refuge privé depuis 2006 ; les terres communales ont également été restituées à la municipalité de Bardonnèche en 1954, alors que toutes les terres privées appartiennent à des propriétaires italiens.

## Lieux et monuments

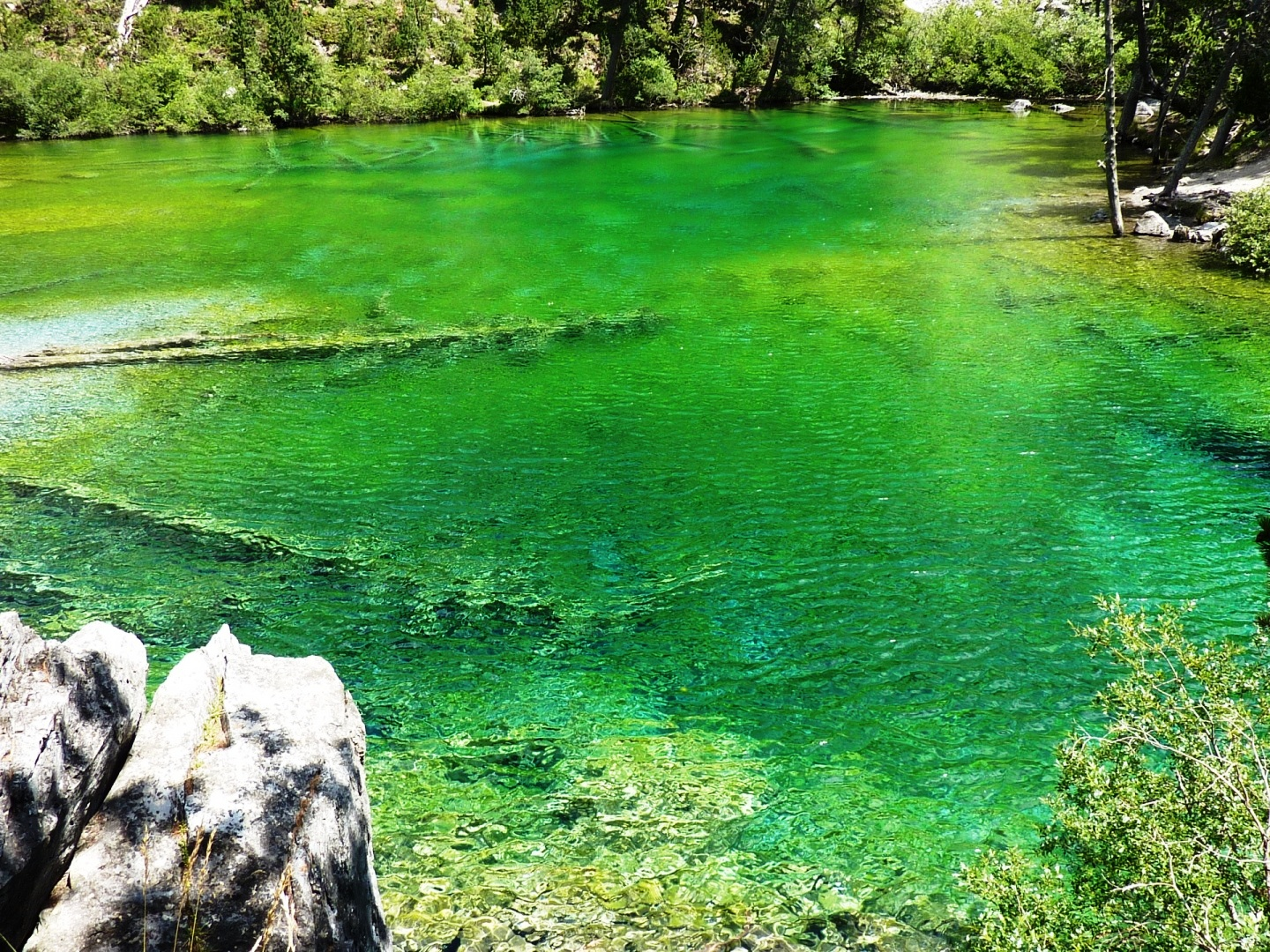
Vue du lac Vert.

La vallée est peu habitée mais compte des sentiers de randonnée et des refuges, qui permettent d'accéder à de nombreux sites de haute montagne. Parmi les lieux marquants :
- au nord, fermant la vallée :
  - la roche du Chardonnet (2 950 m),
  - le mont Thabor (3 178 m),
  - le col de la Vallée Étroite (2 434 m d'altitude), frontalier avec la Savoie (commune de Modane) ;
- au centre :
  - le lac Vert (1 834 m),
  - un hameau, les Granges de la Vallée Étroite, le refuge I Re Magi[2] et le refuge Terzo Alpini[3] (1 765 m) ;
- à l’est :
  - la roche Bernaude (3 222 m), limite occidentale de l'Italie,
  - les pointes Balthazar (3 153 m), Melchior (2 948 m) et Gaspard (2 808 m),
  - Bardonnèche, en Italie ;
- au sud :
  - le col de l'Échelle (1 762 m), qui donne sur la vallée de la Clarée ;
- à l’ouest :
  - le lac (de) Chavillon, au col des Thures (2 194 m),
  - le rocher de la Grande Tempête (3 002 m).

## Réseau téléphonique
La partie française de la vallée a conservé une partie de sa signalisation en italien. Les maisons et les abris sont encore intégrés au réseau téléphonique italien et conservent donc les préfixes international (+39) et local (0122) des communes italiennes adjacentes, le raccordement au réseau français via la commune de Névache étant trop onéreux,.